# Fraser Island (Antarktika)
Fraser Island ist eine kleine Insel im Palmer-Archipel vor der Westküste der Antarktischen Halbinsel. Sie liegt nordöstlich von Halfway Island in der Wylie Bay im Südwesten der Anvers-Insel.
Das Advisory Committee on Antarctic Names benannte sie 1998 nach dem Ornithologen William R. Fraser von der Montana State University, der über 20 Jahre lang Studien zu Seevögeln auf der Antarktischen Halbinsel betrieben hatte.